# ستيفن سترايت
ستيفن سترايت (بالإنجليزية: Steven Strait)‏ ممثل ومغني أمريكي من مواليد 23 مارس 1986.

## مواقع خارجية
- ستيفن سترايت على موقع IMDb (الإنجليزية)
- ستيفن سترايت على موقع روتن توميتوز (الإنجليزية)
- ستيفن سترايت على موقع ألو سيني (الفرنسية)
- ستيفن سترايت على موقع ميوزك برينز (الإنجليزية)
- ستيفن سترايت على موقع أول موفي (الإنجليزية)
- ستيفن سترايت على موقع قاعدة بيانات الأفلام السويدية (السويدية)
- ستيفن سترايت على موقع إن إن دي بي (الإنجليزية)
- ستيفن سترايت على موقع قاعدة بيانات الفيلم (الإنجليزية)
- ستيفن سترايت على موقع كينوبويسك (الروسية)